# Paratecoma
Paratecoma, monotipski biljni rod iz porodice katalpovki smješten u tribus Crescentieae . Jedina je vrsta P. peroba,  južnoameričko brazilsko endemsko drvo iz država Espírito Santo, istočni Minas Gerais, sjeverni Rio de Janeiro).. 

## Opis
Paratecoma peroba je zimzeleno drvo duge, uske krošnje; može narasti 20 - 40 i više metara. Ravno, cilindrično stablo može biti nerazgranato do tri četvrtine svoje visine i 40 - 80 cm u promjeru, iznimno do 150 cm.

## Stanište
Raste u atlantskoj obalnoj kišnoj šumi, uglavnom u gustim primarnim formacijama, ali se nalazi i u sekundarnim šumama, preferira dobro drenirane obronke.

## Upotreba
Daje vrlo kvalitetno građevinsko drvo i stoga se često bere iz divljine za lokalnu upotrebu i trgovinu. Koristi se i za uređenje parkova itd.
Drvo je umjereno teško; tvrdo; s umjerenim mehaničkim svojstvima; dobre prirodne izdržljivosti. Lako se obrađuje, ali potreban je oprez pri blanjanju četvrtastih površina; lako se lijepi i dorađuje, zadovoljavajuće se polira. Pogodan je za fini namještaj, dekorativne obloge, furnir, parkete, podne daske, lajsne, bačve i spremnike za prehrambene proizvode, tokarski rad, brodogradnju itd.

## Ugroženost
Trenutačno ne postoji izvješće za ovo stablo na Crvenom popisu ugroženih vrsta IUCN-a, ali izvješće iz 1992. kaže da je stablo prekomjerno iskorišteno iz divljine zbog svog drva i sada je gotovo izumrlo.

## Poznate opasnosti
Fina prašina koja nastaje prilikom strojne obrade uzrokuje iritaciju kože kod nekih radnika u drvnoj industriji.

## Sinonimi
- Paratecoma diandra Kuhlm.; Minist. Agric. Serv. Fl. Bras. Bol. No. 4 (Nov. Gen. Bignoniac.) 3 (1931)
- Tecoma peroba Record; Record & Mell, Timbers Trop. Amer. 537 (1924)